# Alilaguna Clodia vízibusz (Velence)
A velencei Alilaguna Clodia (rövidítve Alilaguna CL) jelzésű vízibusz a San Zaccaria és Chioggia között közlekedett. A viszonylatot az Alilaguna S.p.A. üzemeltette.
A 2011-es téli menetrend bevezetésével 19-esre számozták át.

## Története
Az Alilaguna Clodia vízibusz a kezdetektől a következő útvonalon jár:
| Időszak     | Járat- szám      | Megállók                                                                      |
| ----------- | ---------------- | ----------------------------------------------------------------------------- |
| 2005 – 2011 | Alilaguna Clodia | San Zaccaria (Pietà) – Chioggia, Piazzetta Vigo – Chioggia, Isola dell’Unione |

## Megállóhelyei
| sz. | idő (perc) | megállóhely neve            | sz. | idő (perc) | látnivalók                                 |
| --- | ---------- | --------------------------- | --- | ---------- | ------------------------------------------ |
| 0   | 0          | San Zaccaria (Pietà)        | 2   | 100        | Szent Márk tér, Dózse-palota, San Zaccaria |
| 1   | 90         | Chioggia, Piazzetta Vigo    | 1   | 10         | Chioggia                                   |
| 2   | 100        | Chioggia, Isola dell’Unione | 0   | 0          |                                            |